# Nekrolog 3. Quartal 1942
Nekrolog
◄◄
| ◄
| 1938
| 1939
| 1940
| 1941
| 1942 | 1943 | 1944 | 1945 | 1946 | ► | ►►
1. Quartal |
2. Quartal |
3. Quartal |
4. Quartal 1942
Weitere Ereignisse | Allgemeiner Nekrolog 1942
Die Beschreibung der verstorbenen Person sollte so kurz wie möglich gehalten sein und nur deren signifikante Tätigkeit(en) enthalten.
Neue Namen ggf. auch unter dem Geburts- und Sterbedatum, also etwa unter 1. Januar und im Geburts- und Sterbejahr (2024) eintragen (nur bei entsprechender großer Wichtigkeit). Für Beispiele siehe die schon vorhandenen Artikel.
Außerdem über die fünf zuletzt Verstorbenen, zu denen es einen ausreichend guten Artikel für eine Präsentation auf der Hauptseite gibt, nach der todesbedingten Überarbeitung der Artikel ggf. auch unter Wikipedia Diskussion:Hauptseite informieren und sie am besten auch in den anderen Wikipedia-Sprachversionen eintragen. Tipp: Regelmäßig bei news.google.de nach „ist tot“, „gestorben“ oder „verstorben“ suchen.
Wenn eine Person gestorben ist, gibt es viele Seiten zu dieser Person in der Wikipedia, die davon auch betroffen sind und entsprechend aktualisiert werden müssen. Beispiele: Namenübersichtsseite, Geburtsjahr, Geburtsort-Seiten und viele mehr.
Wie finde ich die betroffenen Seiten?
Im Suchfeld auf der linken Seite gibt man den Suchbegriff so ein: „Vorname Nachname“. Dann klickt man auf Volltext und alle Seiten mit entsprechendem Suchtext werden aufgerufen. Hier sieht man dann schnell, wo auch das Todesjahr Sinn macht oder sogar ein Teil des Artikels angepasst werden muss. Auch hilft das „Werkzeug“ auf der linken Seite sehr gut, um solche Seiten aufzufinden: „Links auf diese Seite“. Somit ist die Wikipedia wieder aktuell in allen Bereichen! Hinweis: bei Eintragung der Kategorie „Gestorben JAHR“ wird der Missbrauchsfilter 49 ausgelöst, was jedoch nicht schlimm ist. Siehe: Spezial:Missbrauchsfilter/49
Dies ist eine Liste von im dritten Quartal 1942 verstorbenen bekannten Persönlichkeiten. Die Einträge erfolgen innerhalb der einzelnen Daten alphabetisch sortiert. Tiere sind im Nekrolog für Tiere zu finden.

## Juli
| Tag      | Name                                  | Beruf, bekannt als | Alter | Beleg |
| -------- | ------------------------------------- | --- | ----- | ----- |
| 1. Juli  | Kazys Alyta                           | litauischer Politiker, Oberstleutnant, Schauspieler und Dramatiker                                                            | 60    |       |
| 1. Juli  | Adam von Au                           | deutscher Pädagoge und Politiker (Wirtschaftspartei)                                                                          | 72    |       |
| 1. Juli  | Alfredo Bevilacqua                    | argenischer Tangokomponist und -pianist                                                                                       | 68    |       |
| 1. Juli  | Albert Heuck                          | deutscher Generalleutnant | 79    |       |
| 1. Juli  | Herwig Ilkow                          | österreichischer Politiker (NSDAP), Landtagsabgeordneter                                                                      | 28    |       |
| 1. Juli  | Otto Maußer                           | deutscher Germanist | 61    |       |
| 1. Juli  | Leo Meyer                             | deutscher Filmproduzent und Produktionsleiter                                                                                 | 50    |       |
| 1. Juli  | Georg O’Byrn                          | sächsischer Generalmajor und Kabinettschef                                                                                    | 77    |       |
| 1. Juli  | Tadeusz Pruszkowski                   | polnischer Porträtmaler und Hochschullehrer                                                                                   | 54    |       |
| 1. Juli  | Eckart von Sydow                      | deutscher Kunsthistoriker und Ethnologe                                                                                       | 56    |       |
| 1. Juli  | Willi Trostel                         | Schweizer Kommunist | 47    |       |
| 2. Juli  | Wilhelm Jander                        | deutscher Chemiker und Hochschullehrer                                                                                        | 44    |       |
| 2. Juli  | Jewgeni Petrowitsch Katajew           | russisch-sowjetischer humoristischer Schriftsteller                                                                           | 38    |       |
| 2. Juli  | William Henry Reed                    | englischer Geiger, Komponist, Dirigent und Musikpädagoge                                                                      | 65    |       |
| 2. Juli  | Fritz Schmidt                         | deutscher Politiker (NSDAP), MdR                                                                                              | 43    |       |
| 3. Juli  | Marian Abramski                       | polnisches Opfer des Nationalsozialismus                                                                                      | 37    |       |
| 3. Juli  | Adam Czerniaków                       | Ingenieur und Vorsitzender des Ältestenrates im Warschauer Ghetto                                                             | 61    |       |
| 3. Juli  | Louis Félix Marie Franchet d’Espèrey  | französischer General und Marschall von Frankreich                                                                            | 86    |       |
| 3. Juli  | Fritz Kahl                            | deutscher Gewerkschafter, sozialdemokratischer Politiker                                                                      | 82    |       |
| 3. Juli  | Josef Lenzel                          | deutscher römisch-katholischer Theologe, Widerstandskämpfer gegen das NS-Regime                                               | 52    |       |
| 4. Juli  | Marcellin Boule                       | französischer Paläontologe, Paläoanthropologe und Geologe                                                                     | 81    |       |
| 4. Juli  | Joseph A. Dixon                       | US-amerikanischer Politiker (Demokratische Partei)                                                                            | 63    |       |
| 4. Juli  | Josef Kowalski                        | polnischer Salesianer Don Boscos, römisch-katholischer Priester und Märtyrer                                                  | 31    |       |
| 4. Juli  | Valeriu Marcu                         | rumänischer Schriftsteller und Historiker                                                                                     | 43    |       |
| 4. Juli  | Friedrich Moritz von Wattenwyl        | Schweizer Generalstabsoffizier                                                                                                | 74    |       |
| 4. Juli  | Josef Zemp                            | Schweizer Kunsthistoriker | 73    |       |
| 5. Juli  | Oskar Bolza                           | deutscher Mathematiker | 85    |       |
| 5. Juli  | Karl Horn                             | deutscher evangelisch-lutherischer Geistlicher, Landessuperintendent von Mecklenburg-Strelitz                                 | 72    |       |
| 5. Juli  | Amandus John                          | österreichischer Ordensgeistlicher, Abt und Politiker, Landtagsabgeordneter                                                   | 74    |       |
| 5. Juli  | Heinrich Plange                       | deutscher Architekt | 85    |       |
| 5. Juli  | Gottlieb Polak                        | österreichischer Oberbereiter und Reitmeister an der Spanischen Hofreitschule in Wien                                         | 59    |       |
| 5. Juli  | Otto Weltzien                         | deutscher Jurist | 83    |       |
| 6. Juli  | Valentina Adler                       | österreichische Kommunistin                                                                                                   | 43    |       |
| 6. Juli  | Cesare Mori                           | italienischer Präfekt und Senator                                                                                             | 70    |       |
| 6. Juli  | Daniel Willard                        | US-amerikanischer Eisenbahnmanager                                                                                            | 81    |       |
| 7. Juli  | Charlotte Francke-Roesing             | deutsche Schriftstellerin | 79    |       |
| 7. Juli  | Laura Herberger                       | erzgebirgische Heimatschriftstellerin                                                                                         | 81    |       |
| 7. Juli  | Ludwig Kern                           | deutscher Bildhauer und Steinmetz                                                                                             | 40    |       |
| 7. Juli  | Joseph Nießen                         | deutscher Natur- und Heimatforscher sowie Botaniker                                                                           | 78    |       |
| 7. Juli  | Kurt Weisflog                         | deutscher Politiker (NSDAP), MdR                                                                                              | 35    |       |
| 7. Juli  | Thomas Xenakis                        | griechischer Turner | 67    |       |
| 7. Juli  | William Henry Young                   | englischer Mathematiker | 78    |       |
| 8. Juli  | Christian Frank                       | deutscher Priester und Heimatforscher                                                                                         | 75    |       |
| 8. Juli  | Refik Saydam                          | osmanischer und türkischer Militärarzt, Politiker und ehemaliger Ministerpräsident der Türkei                                 | 60    |       |
| 9. Juli  | Kelly Harrell                         | US-amerikanischer Old-Time-Musiker                                                                                            | 52    |       |
| 9. Juli  | John Jagger                           | britischer Gewerkschafter und Politiker (Labour Party)                                                                        | 69    |       |
| 9. Juli  | Max Hans Kühne                        | deutscher Architekt | 68    |       |
| 9. Juli  | Raul Régis de Oliveira                | brasilianischer Diplomat | 67    |       |
| 9. Juli  | Paulina vom Herzen Jesu im Todeskampf | italienisch-brasilianische Ordensgründerin und Heilige                                                                        | 76    |       |
| 9. Juli  | Julius Precht                         | deutscher Physiker, Fotograf und Hochschullehrer                                                                              | 71    |       |
| 9. Juli  | Franz Tausend                         | deutscher Alchemist und Betrüger                                                                                              | 58    |       |
| 9. Juli  | Johannes Wilda                        | deutscher Journalist und Schriftsteller                                                                                       | 90    |       |
| 10. Juli | Jørgen Bjørnstad                      | norwegischer Turner | 48    |       |
| 10. Juli | Franz Blei                            | österreichischer Schriftsteller, Übersetzer und Literaturkritiker                                                             | 71    |       |
| 10. Juli | Paul Buberl                           | österreichischer Kunsthistoriker                                                                                              | 59    |       |
| 10. Juli | Charles Willy Kayser                  | deutscher Schauspieler und Filmregisseur                                                                                      | 61    |       |
| 10. Juli | Václav Klofáč                         | tschechischer Politiker und Redakteur                                                                                         | 73    |       |
| 10. Juli | Heinrich Linzen                       | Kunstmaler zu Aachen und Weimar                                                                                               | 55    |       |
| 10. Juli | Ernst Plhak                           | österreichischer Kameramann                                                                                                   | 53    |       |
| 11. Juli | Cuno Adams                            | deutscher Maler |       |       |
| 11. Juli | Ernst Bachrich                        | österreichischer Komponist, Klavierbegleiter und Dirigent                                                                     | 50    |       |
| 11. Juli | Arthur Feiler                         | deutscher Wirtschaftsjournalist                                                                                               | 62    |       |
| 11. Juli | Anton Hacker                          | deutscher Ingenieur und Hafenbaudirektor                                                                                      | 62    |       |
| 11. Juli | Eugène Klinckenberg                   | Kunstmaler zu Aachen |       |       |
| 11. Juli | Hans Korseck                          | deutscher Musiker |       |       |
| 11. Juli | Xaver Mayer                           | deutscher Maschinenbauingenieur, Manager der Energiewirtschaft und Kommunalpolitiker                                          | 61    |       |
| 11. Juli | James C. Needham                      | US-amerikanischer Politiker                                                                                                   | 77    |       |
| 11. Juli | Emmy Roth                             | deutsche Silberschmiedin | 57    |       |
| 11. Juli | Charles Henry Smith                   | US-amerikanischer Autor und Schauspieler                                                                                      | 76    |       |
| 12. Juli | Thomas F. Bayard junior               | US-amerikanischer Politiker (Demokratische Partei)                                                                            | 74    |       |
| 12. Juli | Julius von Bernuth                    | deutscher Generalmajor im Zweiten Weltkrieg                                                                                   | 44    |       |
| 12. Juli | Daniel R. Crissinger                  | US-amerikanischer Bankmanager, Chef des Federal Reserve System (1923–1927)                                                    | 81    |       |
| 12. Juli | Gustav Vogt                           | katholischer Pfarrer | 52    |       |
| 12. Juli | Robert Graf von Zedlitz-Trützschler   | deutscher Verwaltungsbeamter und Sohn des gleichnamigen preußischen Kultusministers                                           | 78    |       |
| 13. Juli | Otto Beck                             | deutscher Theaterschauspieler                                                                                                 | 84    |       |
| 13. Juli | Karl Becker                           | deutscher Fußballspieler und -trainer                                                                                         | 39    |       |
| 14. Juli | Karel Brady-Metzl                     | tschechischer Geschäftsmann und Opfer des Holocaust                                                                           | 44    |       |
| 14. Juli | Neel Doff                             | niederländische Schriftstellerin                                                                                              | 84    |       |
| 14. Juli | Sébastien Faure                       | französischer Anarchist | 84    |       |
| 14. Juli | Werner Loesch                         | deutscher Zeitungswissenschaftler und Funktionär (SA)                                                                         | 30    |       |
| 14. Juli | Bernhard Rehm                         | deutscher klassischer Philologe                                                                                               | 33    |       |
| 14. Juli | Josef Wentzler                        | deutscher Architekt | 57    |       |
| 15. Juli | Georg Davidsohn                       | deutscher Politiker (SPD)deutscher, MdR                                                                                       | 69    |       |
| 15. Juli | Konrad Goldmann                       | deutscher Ingenieur und Unternehmer, Förderer des Zionismus                                                                   | 70    |       |
| 15. Juli | Charles-Eugène Guye                   | Schweizer Physiker | 75    |       |
| 15. Juli | Otto Liebmann                         | deutscher Jurist und Verleger                                                                                                 | 77    |       |
| 15. Juli | Primo Longobardo                      | italienischer Marineoffizier                                                                                                  | 40    |       |
| 15. Juli | Ragnvald A. Nestos                    | US-amerikanischer Politiker                                                                                                   | 65    |       |
| 15. Juli | Roberto María Ortiz                   | argentinischer Präsident | 55    |       |
| 16. Juli | Willi Abromeit                        | deutscher Fußballspieler | 29    |       |
| 16. Juli | Valentine Abt                         | US-amerikanischer Mandolinist, Komponist und Musikpädagoge                                                                    | 69    |       |
| 17. Juli | Gilbert Bettman                       | US-amerikanischer Jurist, Offizier und Politiker (Republikanische Partei)                                                     | 60    |       |
| 17. Juli | Sophie Jansen                         | deutsche Schriftstellerin und Armenpflegerin                                                                                  | 80    |       |
| 17. Juli | Heinrich Loos                         | Landtagsabgeordneter Waldeck                                                                                                  | 56    |       |
| 17. Juli | Leonidas Piaggio                      | argentinischer Cellist und Musikpädagoge                                                                                      | 54    |       |
| 17. Juli | Alfred Tostary                        | deutscher Sänger und Stummfilm-Regisseur                                                                                      | 70    |       |
| 17. Juli | Ignaz Michael Welleminsky             | österreichischer Textdichter und Librettist                                                                                   | 59    |       |
| 18. Juli | Werner Barkholt                       | deutscher Ordensgeistlicher und Widerstandskämpfer                                                                            | 40    |       |
| 18. Juli | George Beeby                          | australischer Politiker, Bundesrichter                                                                                        | 73    |       |
| 18. Juli | Alfred Fane                           | britischer Automobilrennfahrer und Militärpilot                                                                               | 30    |       |
| 18. Juli | Wilhelm Kissel                        | deutscher Automobilpionier | 56    |       |
| 18. Juli | Petrus Mangold                        | römisch-katholischer Priester, Franziskaner, entschiedener Kritiker des Nationalsozialismus, Märtyrer der katholischen Kirche | 53    |       |
| 18. Juli | Otto Schmitz                          | deutscher Verwaltungsjurist und Politiker                                                                                     | 59    |       |
| 18. Juli | George Sutherland                     | US-amerikanischer Politiker (Republikaner) und Richter                                                                        | 80    |       |
| 19. Juli | Eduard Dingeldey                      | deutscher Politiker (DVP), MdR, Partei- und Fraktionsvorsitzender                                                             | 56    |       |
| 19. Juli | Hedwig Hintze                         | deutsche Neuzeithistorikerin                                                                                                  | 58    |       |
| 19. Juli | Christian Jasper Klumker              | deutscher Sozialpädagoge | 73    |       |
| 19. Juli | Emanuel Kohn                          | deutscher Maler und Kunsthändler                                                                                              | 79    |       |
| 19. Juli | Nikolaus Wehner                       | deutscher Politiker (NSDAP), MdR und MdL Preußen                                                                              | 41    |       |
| 20. Juli | Moses Annenberg                       | US-amerikanischer Verleger und Mobster                                                                                        | 65    |       |
| 20. Juli | August Benninghaus                    | deutscher Jesuit | 61    |       |
| 20. Juli | Germaine Dulac                        | französische Filmregisseurin und Filmtheoretikerin                                                                            | 59    |       |
| 20. Juli | Maurice Klippel                       | französischer Neurologe und Psychiater                                                                                        | 84    |       |
| 20. Juli | Alberts Leikarts                      | lettischer Fußballspieler | 33    |       |
| 20. Juli | František Peltán                      | tschechoslowakischer Soldat, Funker und Widerstandskämpfer                                                                    | 29    |       |
| 20. Juli | Adolf von Prollius                    | deutscher Diplomat | 81    |       |
| 20. Juli | Julio Salvador Sagreras               | argentinischer Gitarrist und Komponist                                                                                        | 62    |       |
| 20. Juli | Maximilian Witt                       | deutscher römisch-katholischer Geistlicher und Märtyrer                                                                       | 55    |       |
| 21. Juli | Elliot Clawson                        | US-amerikanischer Drehbuchautor                                                                                               | 59    |       |
| 21. Juli | Jacques de Francony                   | französischer Automobilrennfahrer                                                                                             | 42    |       |
| 21. Juli | Frank Guarente                        | US-amerikanischer Jazztrompeter und Bandleader                                                                                | 48    |       |
| 21. Juli | Hans Herrmann                         | deutscher Landschafts- und Genremaler des Realismus und deutschen Impressionismus                                             | 84    |       |
| 21. Juli | Karl Hofferbert                       | deutscher Bauingenieur und Architekt                                                                                          | 65    |       |
| 21. Juli | Anton Mervar                          | US-amerikanischer Instrumentenbauer                                                                                           |       |       |
| 21. Juli | Franciszek Raszeja                    | polnischer Mediziner und Hochschullehrer                                                                                      | 46    |       |
| 21. Juli | John Randall Walker                   | US-amerikanischer Politiker                                                                                                   | 68    |       |
| 21. Juli | Bolesław Wieniawa-Długoszowski        | polnischer Arzt, General, Diplomat und Politiker                                                                              | 60    |       |
| 22. Juli | J. Ward Carver                        | US-amerikanischer Jurist und Politiker                                                                                        | 61    |       |
| 22. Juli | Raoul Péret                           | französischer Jurist und Politiker                                                                                            | 71    |       |
| 22. Juli | Heinrich Reimers                      | deutscher evangelischer Geistlicher und Publizist                                                                             | 63    |       |
| 22. Juli | Jules Verbecke                        | französischer Schwimmer und Wasserballspieler                                                                                 | 62    |       |
| 22. Juli | Karl Wiener                           | österreichischer Komponist, Dirigent, Pianist und Musikschriftsteller                                                         | 51    |       |
| 22. Juli | William W. Wilson                     | US-amerikanischer Politiker                                                                                                   | 74    |       |
| 22. Juli | Rudolf Zeisel                         | böhmisch-österreichisch-tschechischer Bühnenschauspieler, Theaterregisseur und -leiter                                        | 73    |       |
| 23. Juli | Andrew Ducat                          | englischer Cricket- und Fußballspieler                                                                                        | 56    |       |
| 23. Juli | Erich Etienne                         | deutscher Pilot, Geophysiker und Polarforscher                                                                                | 27    |       |
| 23. Juli | Anton Iwanow Kosinarow                | bulgarischer Politiker und Gewerkschafter                                                                                     | 57    |       |
| 23. Juli | Arthur Klinke                         | deutscher Schachkomponist | 55    |       |
| 23. Juli | Valdemar Poulsen                      | dänischer Physiker und Ingenieur                                                                                              | 72    |       |
| 23. Juli | Anton Popow                           | bulgarischer Widerstandskämpfer gegen den Nationalsozialismus                                                                 | 26    |       |
| 23. Juli | Josef Stolzing-Czerny                 | österreichisch-deutscher Schriftsteller, Drehbuchautor, Kulturjournalist und Musikkritiker                                    | 73    |       |
| 23. Juli | Nikola Wapzarow                       | bulgarischer Dichter | 32    |       |
| 24. Juli | Hendrik Bolkestein                    | niederländischer Althistoriker                                                                                                | 64    |       |
| 24. Juli | Erich Klibansky                       | deutscher Pädagoge jüdischen Glaubens                                                                                         | 41    |       |
| 24. Juli | Juan Peiró                            | spanischer Glaser, Ökonom, Anarchist und Syndikalist                                                                          | 55    |       |
| 24. Juli | Moritz Rülf                           | deutscher Lehrer und jüdischer Prediger                                                                                       | 53    |       |
| 25. Juli | Victor Alberti                        | ungarisch-deutscher Musikverleger                                                                                             | 57    |       |
| 25. Juli | Christian Bader                       | österreichischer Lehrer und Politiker (CSP), Landtagsabgeordneter, Mitglied des Bundesrates                                   | 59    |       |
| 25. Juli | Georges Berr                          | französischer Schauspieler, Autor und Regisseur                                                                               | 74    |       |
| 25. Juli | Wilhelm Bluhm                         | deutscher Widerstandskämpfer im Dritten Reich                                                                                 | 43    |       |
| 25. Juli | Fred Englehardt                       | US-amerikanischer Weit- und Dreispringer                                                                                      | 63    |       |
| 25. Juli | Henry Francis Nachtrieb               | US-amerikanischer Zoologe und Hochschullehrer                                                                                 | 85    |       |
| 25. Juli | Örn Arnarson                          | isländischer Schriftsteller                                                                                                   | 57    |       |
| 25. Juli | Johann Georg Schlumpf                 | Schweizer Ingenieur, Erfinder und Unternehmer                                                                                 | 84    |       |
| 26. Juli | Roberto Arlt                          | argentinischer Erzähler, Dramatiker und Journalist                                                                            | 42    |       |
| 26. Juli | Titus Brandsma                        | niederländischer Theologe im Widerstand gegen den Nationalsozialismus, Märtyrer                                               | 61    |       |
| 26. Juli | Hans Ebert                            | deutscher Schauspieler |       |       |
| 26. Juli | Otto Flohr                            | deutscher Kaufmann, Politiker (DNVP, NSDAP), MdBB                                                                             | 73    |       |
| 26. Juli | Georg Pick                            | österreichischer Mathematiker                                                                                                 | 82    |       |
| 26. Juli | Bernhard Salomon                      | deutscher Ingenieur und Wirtschaftsmanager                                                                                    | 87    |       |
| 26. Juli | Alfred Tauber                         | österreichischer Mathematiker                                                                                                 | 75    |       |
| 27. Juli | Ignaz Abeles                          | österreichischer Sportler, Sportfunktionär und Arzt                                                                           | 67    |       |
| 27. Juli | Ludwig Ahlmann                        | deutscher Bankier und Politiker                                                                                               | 82    |       |
| 27. Juli | Hermann Brauneck                      | deutscher Chirurg und SA-Führer                                                                                               | 47    |       |
| 27. Juli | Valentin Feldman                      | französischer Philosoph | 33    |       |
| 27. Juli | Philipp zu Hohenlohe-Schillingsfürst  | österreichischer Benediktiner, Professor für Kirchenrecht                                                                     | 77    |       |
| 27. Juli | Karl Pärsimägi                        | estnischer Maler | 40    |       |
| 27. Juli | Hedwig Pringsheim                     | deutsche, Tochter der Frauenrechtlerin Hedwig Dohm und Mutter von Katia Mann, der Ehefrau Thomas Manns                        | 87    |       |
| 27. Juli | Georgi Iwanowitsch Safarow            | russischer Revolutionär |       |       |
| 27. Juli | Antonio Sogliano                      | italienischer Klassischer Archäologe                                                                                          | 88    |       |
| 27. Juli | Herman de Vries de Heekelingen        | niederländisch-schweizerischer antisemitischer Publizist                                                                      | 62    |       |
| 27. Juli | Fritz Wedel Jarlsberg                 | norwegischer Jurist und Diplomat                                                                                              | 87    |       |
| 28. Juli | James Allen                           | neuseeländischer Politiker der Reform Party                                                                                   | 87    |       |
| 28. Juli | Carl Böhm                             | deutscher Filmarchitekt | 60    |       |
| 28. Juli | Dora Bromberger                       | deutsche Malerin | 61    |       |
| 28. Juli | Antonio Galli                         | Schweizer Lehrer, Lokalhistoriker, Forscher, Publizist, Politiker und Staatsrat                                               | 59    |       |
| 28. Juli | Maria Cândida Parreira                | portugiesische Juristin, Autorin und Politikerin                                                                              | 65    |       |
| 28. Juli | Flinders Petrie                       | Ägyptologe | 89    |       |
| 28. Juli | Fred Raupach                          | deutscher Theaterschauspieler                                                                                                 |       |       |
| 28. Juli | Nikolai Alexejewitsch Rynin           | russischer Raumfahrtpionier                                                                                                   | 54    |       |
| 29. Juli | Louis Bornó                           | Präsident von Haiti | 76    |       |
| 29. Juli | Wojciech Kossak                       | polnischer Maler | 84    |       |
| 29. Juli | Paul Scharfe                          | deutscher SS-Obergruppenführer und General der Waffen-SS                                                                      | 65    |       |
| 29. Juli | Julius Tröger                         | deutscher Chemiker | 79    |       |
| 30. Juli | Jimmy Blanton                         | amerikanischer Jazz-Bassist                                                                                                   | 23    |       |
| 30. Juli | Fritz Borrmann                        | deutscher Unternehmer und Politiker (Wirtschaftspartei), MdR                                                                  | 72    |       |
| 30. Juli | Hans-Joachim Haupt                    | deutscher Offizier, zuletzt Generalmajor im Zweiten Weltkrieg                                                                 | 66    |       |
| 30. Juli | Leopold Mandić                        | kroatischer Heiliger und Kapuziner                                                                                            | 76    |       |
| 30. Juli | Alfred von Reumont                    | deutscher Verwaltungsbeamter und Landrat des Kreises Erkelenz                                                                 | 79    |       |
| 30. Juli | Renia Spiegel                         | polnisch-jüdisches Mädchen, Tagebuchautorin, Opfer des Holocaust                                                              | 18    |       |
| 31. Juli | Jožka Jabůrková                       | tschechische Journalistin und antifaschistische Widerstandskämpferin                                                          | 46    |       |
| 31. Juli | Maria Anna von Portugal               | Infantin von Portugal und durch Heirat Großherzogin von Luxemburg                                                             | 81    |       |
| 31. Juli | Amelung von Varendorff                | deutscher U-Bootkommandant | 28    |       |
| 31. Juli | Francis Younghusband                  | britischer Offizier und Forschungsreisender                                                                                   | 79    |       |
|          | Marysia Ajzensztat                    | polnisch-jüdische Sängerin im Warschauer Ghetto                                                                               |       |       |
|          | Tilly Feiner                          | österreichische Sängerin, Film- und Bühnenschauspielerin                                                                      | ≈52   |       |
|          | Hugo Theodor Horwitz                  | österreichischer Ingenieur, Maschinenbauer, Technikhistoriker und wissenschaftlicher Schriftsteller                           | 60    |       |
|          | Robert Liebmann                       | deutscher Drehbuchautor | 52    |       |

## August
| Tag        | Name                                    | Beruf, bekannt als | Alter | Beleg |
| ---------- | --------------------------------------- | --- | ----- | ----- |
| 1. August  | Meyer Cohn                              | deutscher Rechtsanwalt und Notar | 91    |       |
| 1. August  | Gerhard Hirschfelder                    | deutscher Geistlicher, Jugendseelsorger der ehemaligen Grafschaft Glatz                                                             | 35    |       |
| 1. August  | Moritz von Horstig                      | deutscher königlich-bayerischer Regierungsbaurat und Architekt                                                                      | 90    |       |
| 1. August  | Julius Linder                           | österreichischer Politiker (SDAP), Landtagsabgeordneter                                                                             | 64    |       |
| 1. August  | Willi Mielenz                           | deutscher kommunistischer Widerstandskämpfer                                                                                        | 47    |       |
| 1. August  | Anton Schlossar                         | österreichischer Schriftsteller und Bibliotheksdirektor                                                                             | 93    |       |
| 1. August  | Herbert Selpin                          | deutscher Filmregisseur und Drehbuchautor                                                                                           | 40    |       |
| 2. August  | Friedrich Aereboe                       | deutscher Agrarökonom | 77    |       |
| 2. August  | Robert Birker                           | deutscher Radrennfahrer | 57    |       |
| 2. August  | Heinrich Feurstein                      | deutscher katholischer Priester und Kunsthistoriker                                                                                 | 65    |       |
| 2. August  | Georg Heyl                              | deutscher pharmazeutischer Chemiker und Hochschullehrer                                                                             | 76    |       |
| 2. August  | Max Silber                              | österreichischer Archäologe und Direktor des Salzburger Museums                                                                     | 59    |       |
| 2. August  | Max Tilke                               | deutscher Maler und Kostümforscher                                                                                                  | 73    |       |
| 3. August  | James Cruze                             | US-amerikanischer Schauspieler und Filmregisseur                                                                                    | 58    |       |
| 3. August  | Guglielmo Ferrero                       | italienischer Historiker, Soziologe, Journalist und Romanschriftsteller                                                             | 71    |       |
| 3. August  | Hugo Kukke                              | estnischer Journalist und Politiker                                                                                                 | 44    |       |
| 3. August  | Theodor Novotny                         | österreichischer Schiffsingenieur                                                                                                   | 81    |       |
| 3. August  | Christopher D. Sullivan                 | US-amerikanischer Politiker | 72    |       |
| 3. August  | Louis Van Tilt                          | belgischer Sportschütze | 67    |       |
| 3. August  | Hermann Wäger                           | deutscher Politiker (SPD), MdR | 59    |       |
| 3. August  | Richard Willstätter                     | deutscher Chemiker und Nobelpreisträger                                                                                             | 69    |       |
| 4. August  | Mirko Beer                              | Militärarzt bei den republikanischen Truppen während des Spanischen Bürgerkrieges                                                   | 37    |       |
| 4. August  | Ernst Berendt                           | evangelischer Theologe und Mitglied der Bekennenden Kirche                                                                          | 64    |       |
| 4. August  | Alexander Coppel                        | deutscher Unternehmer | 76    |       |
| 4. August  | Alberto Franchetti                      | italienisch-deutscher Komponist | 81    |       |
| 4. August  | Paul Albert Glaeser-Wilken              | deutscher Schauspieler und Spielleiter                                                                                              | 68    |       |
| 4. August  | Egon von Schmettow                      | deutscher General der Kavallerie | 85    |       |
| 4. August  | Richard Tauber                          | österreichischer Theaterschauspieler, Theaterdirektor, Generalintendant                                                             | 81    |       |
| 5. August  | Thaddäus Brunke                         | deutscher Franziskaner und Priester                                                                                                 | 39    |       |
| 5. August  | Arthur Spenser Loat Farquharson         | britischer Klassischer Philologe | 70    |       |
| 5. August  | June Ward Gayle                         | US-amerikanischer Politiker | 77    |       |
| 5. August  | Korfiz Holm                             | deutscher Schriftsteller, Übersetzer und Verleger                                                                                   | 69    |       |
| 5. August  | Hermann von der Lieth-Thomsen           | deutscher Offizier, zuletzt General der Flieger im Zweiten Weltkrieg                                                                | 75    |       |
| 5. August  | Julien Lootens                          | belgischer Radrennfahrer | 66    |       |
| 5. August  | Bernhard Poether                        | katholischer Priester, NS-Opfer | 36    |       |
| 6. August  | Anna                                    | US-amerikanisches Wolfskind | 10    |       |
| 6. August  | Alfonso Castaldi                        | italienisch-rumänischer Komponist, Dirigent und Musikpädagoge                                                                       | 68    |       |
| 6. August  | Paul Corder                             | englischer Komponist | 62    |       |
| 6. August  | Michael Guttmann                        | Talmudforscher | 70    |       |
| 6. August  | Gregor Franz Hradetzky                  | österreichischer Orgelbauer | 62    |       |
| 6. August  | Roman Kramsztyk                         | polnischer Maler | 56    |       |
| 6. August  | Hans Rott                               | deutscher Historiker, vor allem Kunsthistoriker                                                                                     | 65    |       |
| 6. August  | Thomas Leonard Walker                   | kanadischer Mineraloge | 74    |       |
| 7. August  | Joseph Dempsey                          | US-amerikanischer Ruderer | 66    |       |
| 7. August  | Jack Dillon                             | US-amerikanischer Boxer im Halbschwergewicht und Weltmeister (1941–1916)                                                            | 51    |       |
| 7. August  | Walter Gerber                           | Berner Käsehändler, Erfinder des Schmelzkäses                                                                                       | 63    |       |
| 7. August  | William Gott                            | britischer Offizier im Ersten und Zweiten Weltkrieg                                                                                 | 44    |       |
| 7. August  | Johannes Hiob                           | estnischer Komponist und Organist                                                                                                   | 35    |       |
| 7. August  | Holger Højriis                          | dänischer Pilot | 41    |       |
| 7. August  | Hans Jenny                              | Schweizer Kunsthistoriker | 48    |       |
| 7. August  | Otto von Rauchenberger                  | deutscher General der Infanterie | 77    |       |
| 7. August  | Rudolf Weser                            | deutscher Heimatforscher und katholischer Priester                                                                                  | 73    |       |
| 8. August  | Rudolf Abel                             | deutscher Bakteriologe | 73    |       |
| 8. August  | Jaan Kriisa                             | estnischer Jurist und Politiker, Mitglied des Riigikogu                                                                             | 59    |       |
| 8. August  | Richard Quirin                          | deutscher Geheimagent | 34    |       |
| 8. August  | Hugo Salinger                           | deutscher Reichsgerichtsrat | 76    |       |
| 9. August  | Arnold Genthe                           | deutsch-US-amerikanischer Fotograf und Philologe                                                                                    | 73    |       |
| 9. August  | Hermann Helms                           | deutscher Reeder | 74    |       |
| 9. August  | Maria Aloysia Löwenfels                 | deutsche Ordensschwester und Opfer des Holocaust                                                                                    | 27    |       |
| 9. August  | Eugen Löwenstein                        | Rechtsanwalt und Opfer des Holocaust                                                                                                | 71    |       |
| 9. August  | Lisamaria Meirowsky                     | deutsche Dermatologin und Kinderärztin                                                                                              | 37    |       |
| 9. August  | Mirjam Michaelis                        | Ordensschwester der Ordensgemeinschaft der Josefschwestern und Märtyrin                                                             | 53    |       |
| 9. August  | Max-Hellmuth Ostermann                  | deutscher Luftwaffenoffizier und Pilot im Zweiten Weltkrieg                                                                         | 24    |       |
| 9. August  | Karl Gabriel Pfeill                     | deutscher Schriftsteller | 53    |       |
| 9. August  | Richard Schering                        | deutscher Apotheker und Industrieller                                                                                               | 83    |       |
| 9. August  | Walter Spix                             | Superior und Vizeprovinzial der Arnsteiner Patres im Kloster Arnstein an der Lahn                                                   | 48    |       |
| 9. August  | Edith Stein                             | deutsch-jüdische Philosophin, Nonne, Schwester von Rosa Stein und Opfer des Holocaust                                               | 50    |       |
| 9. August  | Rosa Stein                              | deutsche Jüdin, Schwester von Edith Stein und Opfer des Holocaust                                                                   | 58    |       |
| 9. August  | Juan Subercaseaux Errázuriz             | chilenischer katholischer Erzbischof                                                                                                | 45    |       |
| 9. August  | Ilse von Twardowski-Conrat              | österreichische Bildhauerin | 62    |       |
| 10. August | Ansis Buševics                          | lettischer Sozialdemokrat und Politiker, Mitglied der Saeima                                                                        | 63    |       |
| 10. August | Albert Guillaume                        | französischer Genremaler, Plakatkünstler, Illustrator und Karikaturist                                                              | 69    |       |
| 10. August | Otto Günnewich                          | deutscher katholischer Priester und NS-Opfer                                                                                        | 40    |       |
| 10. August | Bernhard Heinzmann                      | katholischer Priester und Gegner des NS-Regimes                                                                                     | 38    |       |
| 10. August | Max Mendel                              | deutscher Politiker, jüdischer Senator im Hamburger Senat vor der Machtergreifung der Nationalsozialisten                           | 70    |       |
| 10. August | Michail Michailowitsch Pokrowski        | sowjetischer Philologe | 73    |       |
| 10. August | Elvira Sanders-Platz                    | deutsche getaufte Jüdin, Opfer des Holocaust                                                                                        | 50    |       |
| 10. August | Raymond de Waha                         | luxemburgischer Politiker | 65    |       |
| 11. August | Carolina Amari                          | italienische Textilkünstlerin und Schulleiterin                                                                                     | 75    |       |
| 11. August | August Wilhelm Andernach                | deutscher Unternehmer | 80    |       |
| 11. August | Wilhelm Dersch                          | deutscher Historiker und Archivar                                                                                                   | 65    |       |
| 11. August | Fritz Grauer                            | deutscher Verwaltungsbeamter, Landrat                                                                                               | 37    |       |
| 11. August | Martin Meyer-Pyritz                     | deutscher Bildhauer | 71    |       |
| 11. August | Leo Olschewski                          | deutscher römisch-katholischer Geistlicher und Märtyrer                                                                             | 48    |       |
| 11. August | Friedrich Christoph Pelizaeus           | deutscher Neurologe | 91    |       |
| 11. August | Marie Rosenthal-Hatschek                | österreichische Malerin | 73    |       |
| 11. August | Günther Schwantes                       | deutscher Offizier, zuletzt Generalleutnant im Zweiten Weltkrieg, Leiter der Abteilung Abwehr der Reichswehr                        | 60    |       |
| 11. August | Richard Heinrich Stein                  | deutscher Komponist | 60    |       |
| 12. August | Pasquale Amato                          | italienischer Opernsänger (Bariton) und Gesangspädagoge                                                                             | 64    |       |
| 12. August | Joseph Bechtel                          | deutscher Priester | 63    |       |
| 12. August | Mykola Buratschek                       | ukrainischer Landschaftsmaler und Schriftsteller                                                                                    | 71    |       |
| 12. August | Gustaf Carlson                          | schwedischer Fußballspieler und -funktionär                                                                                         | 48    |       |
| 12. August | Fred Endrikat                           | deutscher Schriftsteller und Kabarettist                                                                                            | 52    |       |
| 12. August | Rudolf Hasse                            | deutscher Motorrad- und Automobilrennfahrer                                                                                         | 36    |       |
| 12. August | Phillips Holmes                         | kanadisch-US-amerikanischer Film- und Theaterschauspieler                                                                           | 35    |       |
| 12. August | Erich Müller-Henning                    | deutscher Verwaltungsbeamter (NSDAP) und Landrat                                                                                    | 36    |       |
| 12. August | Jacob Gould Schurman                    | US-amerikanischer Hochschullehrer und Diplomat                                                                                      | 88    |       |
| 12. August | Sabina Spielrein                        | russisch-jüdische Psychoanalytikerin                                                                                                | 56    |       |
| 13. August | Franz Bumm                              | deutscher Jurist und Präsident des Reichsgesundheitsamtes in Berlin                                                                 | 81    |       |
| 13. August | Jorge Cuesta                            | mexikanischer Chemiker, Schriftsteller und Herausgeber                                                                              | 38    |       |
| 13. August | Franz Hansl                             | österreichischer Fußball-Nationalspieler                                                                                            | 44    |       |
| 13. August | Friedrich Kutscher                      | deutscher Mediziner, Chemiker und Hochschullehrer                                                                                   | 76    |       |
| 13. August | Paul Richter                            | christlicher Märtyrer, Theologe | 48    |       |
| 13. August | Waldemar Scheithauer                    | deutscher Industrieller und Generaldirektor der Weißenfelser Braunkohlen AG                                                         | 78    |       |
| 14. August | Maurizio Conti                          | Schweizer Architekt | 84    |       |
| 14. August | Richard Edelmann                        | deutscher Veterinäranatom | 80    |       |
| 14. August | Johanna Geissmar                        | deutsche Ärztin | 64    |       |
| 14. August | Otto Kalischer                          | deutscher Neurologe und Anatom | 73    |       |
| 14. August | Alexei Alexejewitsch Troizki            | russischer Autor von Schachkompositionen                                                                                            | 76    |       |
| 15. August | Conrad Cohn                             | deutscher Jurist, jüdischer Verbandsfunktionär, Opfer des Holocaust                                                                 | 40    |       |
| 15. August | Otto von Falke                          | deutscher Kunsthistoriker | 80    |       |
| 15. August | Hans Wilhelm Carl Friedenthal           | deutscher Anthropologe und Physiologe                                                                                               | 72    |       |
| 15. August | Wolfgang Goedecke                       | deutscher Ruderer | 36    |       |
| 15. August | Kurt Machler                            | deutscher Widerstandskämpfer gegen das NS-Regime                                                                                    | 32    |       |
| 15. August | Siegfried Müller                        | deutscher Jurist, Amtshauptmann und Landrat                                                                                         | 41    |       |
| 15. August | Bernhard Wensch                         | deutscher Priester der katholischen Kirche                                                                                          | 34    |       |
| 16. August | Egbert Braatz                           | deutscher Chirurg | 93    |       |
| 16. August | Hermann Braun                           | deutscher Automobilrennfahrer | 67    |       |
| 16. August | Johnson N. Camden junior                | US-amerikanischer Politiker | 77    |       |
| 16. August | Rudolf Greinz                           | österreichischer Schriftsteller | 76    |       |
| 16. August | Thorvald Otterstrom                     | US-amerikanischer Komponist | 74    |       |
| 16. August | Otto Rust                               | deutscher Jurist und Generalstaatsanwalt                                                                                            | 80    |       |
| 16. August | Rudolf Ruth                             | deutscher Rechtshistoriker und Hochschullehrer                                                                                      | 53    |       |
| 16. August | Francis Turville-Petre                  | britischer Archäologe | 41    |       |
| 16. August | Ahmet Fikri Tüzer                       | türkischer Staatsmann |       |       |
| 16. August | Robert Wollenberg                       | deutscher Psychiater und Neurologe                                                                                                  | 80    |       |
| 17. August | Herman Auerbach                         | polnischer Mathematiker | 40    |       |
| 17. August | Alois Benziger                          | Schweizer Geistlicher, römisch-katholischer Bischof und Titularerzbischof in Indien                                                 | 78    |       |
| 17. August | Hermann Blumenthal                      | deutscher Bildhauer | 36    |       |
| 17. August | Gerbrandus Jelgersma                    | niederländischer Psychiater und Neurologe                                                                                           | 82    |       |
| 17. August | Irène Némirovsky                        | französischsprachige Schriftstellerin                                                                                               | 39    |       |
| 17. August | Tsahai                                  | äthiopische Prinzessin und Krankenschwester                                                                                         | 22    |       |
| 18. August | Marianne Baum                           | deutsche Widerstandskämpferin gegen den Nationalsozialismus                                                                         | 30    |       |
| 18. August | Heinrich Bußmann                        | Widerstandskämpfer gegen die Nationalsozialisten                                                                                    | 46    |       |
| 18. August | Johannes Flintrop                       | deutscher, katholischer Kaplan und NS-Opfer                                                                                         | 38    |       |
| 18. August | Joachim Franke                          | deutscher Widerstandskämpfer | 37    |       |
| 18. August | Robert Huber                            | deutscher Ruderer | 35    |       |
| 18. August | Hildegard Jadamowitz                    | deutsche kommunistische Widerstandskämpferin gegen den Nationalsozialismus                                                          | 26    |       |
| 18. August | Heinz Joachim                           | deutscher Widerstandskämpfer gegen den Nationalsozialismus                                                                          | 23    |       |
| 18. August | Bogislaw von Klitzing                   | preußischer Landrat und Generallandschaftsdirektor in der Provinz Posen                                                             | 81    |       |
| 18. August | Sala Kochmann                           | deutsche Kindergärtnerin und Widerstandskämpferin gegen den Nationalsozialismus                                                     | 30    |       |
| 18. August | Agathe Lasch                            | deutsche Germanistin und NS-Opfer                                                                                                   | 63    |       |
| 18. August | Hans-Georg Mannaberg                    | deutscher Kommunist und Widerstandskämpfer                                                                                          | 29    |       |
| 18. August | Gerhard Meyer                           | deutscher Arbeiter und Widerstandskämpfer gegen den Nationalsozialismus                                                             | 23    |       |
| 18. August | Rafaela Ottiano                         | US-amerikanische Schauspielerin | 54    |       |
| 18. August | Erwin Schulhoff                         | tschechischer Komponist und Pianist                                                                                                 | 48    |       |
| 18. August | Werner Steinbrinck                      | deutscher kommunistischer Widerstandskämpfer gegen den Nationalsozialismus                                                          | 25    |       |
| 18. August | Suzanne Wesse                           | französische Widerstandskämpferin gegen den Nationalsozialismus und Opfer der NS-Kriegsjustiz                                       | 28    |       |
| 19. August | Harald Kaarman                          | estnischer Fußballspieler | 40    |       |
| 19. August | Erwin Ohlemutz                          | deutscher Klassischer Archäologe | 29    |       |
| 19. August | Aldo Oviglio                            | italienischer Politiker | 68    |       |
| 19. August | Heinrich Rauchinger                     | österreichischer Maler | 84    |       |
| 19. August | Johannes Schulz                         | deutscher katholischer Geistlicher, NS-Opfer und KZ-Häftling                                                                        | 58    |       |
| 19. August | Bohuslav Všetička                       | tschechoslowakischer General und Widerstandskämpfer                                                                                 | 48    |       |
| 20. August | Ludwig Czech                            | tschechoslowakischer Politiker und NS-Opfer                                                                                         | 72    |       |
| 20. August | Georg Häfner                            | deutscher katholischer Priester und Widerstandskämpfer gegen das NS-Regime                                                          | 41    |       |
| 20. August | Andrew J. Hickey                        | US-amerikanischer Politiker | 69    |       |
| 20. August | István Horthy                           | stellvertretender Regent des Königreichs Ungarn                                                                                     | 37    |       |
| 20. August | Albert Meister                          | deutscher Politiker (NSDAP), MdR, MdL                                                                                               | 47    |       |
| 20. August | Hedwig Salomon                          | deutsche Musikerin, Pianistin und Korrepetitorin                                                                                    | 42    |       |
| 20. August | Karl Leopold Schaps                     | deutsches jüdisches Opfer der NS-Justiz                                                                                             | 31    |       |
| 20. August | Franz Schob                             | deutscher Nervenarzt und Psychiater sowie Hochschullehrer an der TH Dresden                                                         | 65    |       |
| 20. August | Rudolf Spielmann                        | österreichischer Schachspieler | 59    |       |
| 20. August | Gerhard Storm                           | Märtyrer der katholischen Kirche | 54    |       |
| 20. August | Manfred Voß                             | deutscher Schauspieler | 41    |       |
| 21. August | Hedy Blum                               | österreichische Schülerin und Opfer des Holocaust                                                                                   | 10    |       |
| 21. August | Sidonie Blum                            | österreichisches Opfer des Holocaust                                                                                                | 44    |       |
| 21. August | Wladimir Lwowitsch Burzew               | russischer Revolutionär | 79    |       |
| 21. August | Carl August von Gablenz                 | deutscher Offizier und Luftfahrtpionier                                                                                             | 48    |       |
| 21. August | Ichiki Kiyonao                          | Oberst der kaiserlich japanischen Armee                                                                                             | 49    |       |
| 21. August | Carl Krümmel                            | deutscher Sportfunktionär und -wissenschaftler                                                                                      | 47    |       |
| 21. August | Andrew Murray, 1. Viscount Dunedin      | schottisch-britischer Jurist und Politiker (Conservative Party)                                                                     | 92    |       |
| 21. August | Franz Reinisch                          | österreichischer katholischer Geistlicher, Pallottiner, Mitglied der Schönstattbewegung, NS-Opfer                                   | 39    |       |
| 21. August | Karl Rümmele                            | deutscher Bahnbauingenieur der Badischen Staatsbahn                                                                                 | 83    |       |
| 21. August | Edwin Schuster                          | österreichischer Politiker und Widerstandskämpfer                                                                                   | 53    |       |
| 22. August | Karl Bömer                              | Ministerialdirigent im Reichspropagandaministerium                                                                                  | 41    |       |
| 22. August | Alice Duer Miller                       | US-amerikanische Schriftstellerin, Dichterin und Feministin                                                                         | 68    |       |
| 22. August | Michel Fokine                           | russisch-amerikanischer Choreograf und Gründer des modernen Ballett                                                                 | 62    |       |
| 22. August | Clemens von Franckenstein               | deutscher Komponist | 67    |       |
| 22. August | Louis Gauchat                           | Schweizer Romanist | 76    |       |
| 22. August | Jerzy Majewski                          | römisch-katholischer Geistlicher und NS-Opfer                                                                                       | 37    |       |
| 22. August | Agnes Meyerhof                          | deutsche Bildhauerin, Zeichnerin, Porträt- und Landschaftsmalerin und Kunstgewerblerin                                              | 86    |       |
| 22. August | Stephan Rittau                          | deutscher Offizier, zuletzt Generalleutnant im Zweiten Weltkrieg                                                                    | 50    |       |
| 22. August | Hans von Wedemeyer                      | deutscher Großgrundbesitzer und Mitarbeiter Franz von Papens                                                                        | 54    |       |
| 23. August | Jakob Baumann                           | Schweizer Politiker | 61    |       |
| 23. August | Wilhelm Caroli                          | deutscher katholischer Priester, Opfer des NS-Regimes                                                                               | 47    |       |
| 23. August | Theodor Hartz                           | deutscher Salesianer Don Boscos (SDB) und Opfer des Nationalsozialismus                                                             | 55    |       |
| 23. August | Alfred Rosenthal                        | deutscher Filmjournalist und Filmlobbyist                                                                                           | 54    |       |
| 23. August | Walter Serner                           | Essayist, Schriftsteller und Dadaist                                                                                                | 53    |       |
| 23. August | Takeuchi Seihō                          | japanischer Maler | 77    |       |
| 24. August | Silvano Abbà                            | italienischer Soldat und Moderner Fünfkämpfer                                                                                       | 31    |       |
| 24. August | Willy Hoffmann                          | deutscher Jurist | 54    |       |
| 24. August | Czesław Jóźwiak                         | polnischer Märtyrer, Seliger | 22    |       |
| 24. August | Edward Kaźmierski                       | polnischer Widerstandskämpfer und Märtyrer                                                                                          | 22    |       |
| 24. August | Franciszek Kęsy                         | polnischer Märtyrer und Seliger | 21    |       |
| 24. August | Eduard Klinik                           | polnischer Widerstandskämpfer und Märtyrer                                                                                          | 23    |       |
| 24. August | Alexei Alexejewitsch Petrowski          | russischer Physiker und Hochschullehrer                                                                                             | 69    |       |
| 24. August | Anna Reindl                             | österreichische kommunistische Widerstandskämpferin                                                                                 | 39    |       |
| 24. August | Jarogniew Wojciechowski                 | polnischer Jugendlicher, der als Opfer des Nationalsozialismus (Märtyrer) von der römisch-katholischen Kirche seliggesprochen wurde | 19    |       |
| 24. August | Johannes-Friedrich Zimmermann           | estnischer Politiker, Mitglied des Riigikogu                                                                                        | 60    |       |
| 25. August | Petras Aravičius                        | litauischer Jurist und Innenminister Litauens                                                                                       | 55    |       |
| 25. August | Max Ephraim                             | deutscher Geistlicher, Rabbiner des Distriktsrabbinat Bad Kissingen                                                                 | 44    |       |
| 25. August | Kurt Fischer                            | Wegbereiter des Buddhismus in Deutschland                                                                                           | 50    |       |
| 25. August | George, 1. Duke of Kent                 | vierter Sohn von König Georg V. und Königin Maria von Teck                                                                          | 39    |       |
| 25. August | Christoph Hackethal                     | deutscher katholischer Pfarrer und Gegner des nationalsozialistischen Regimes                                                       | 43    |       |
| 25. August | Judah Loeb Landau                       | südafrikanischer Rabbiner | 76    |       |
| 25. August | Sascha Leontjew                         | russischer Tänzer | 45    |       |
| 25. August | William B. Pine                         | US-amerikanischer Politiker | 64    |       |
| 25. August | Panajot Pipkow                          | bulgarischer Komponist | 70    |       |
| 25. August | Theodor Pool                            | estnischer Politiker, Mitglied des Riigikogu und Agronom                                                                            | 51    |       |
| 25. August | Paul Samson-Körner                      | deutscher Boxer der Spitzenklasse und Schauspieler                                                                                  | 54    |       |
| 25. August | Walerian Wróbel                         | polnischer Zwangsarbeiter | 17    |       |
| 26. August | Georg Benjamin                          | deutscher Kinderarzt und Widerstandskämpfer                                                                                         | 46    |       |
| 26. August | Irena Bernášková                        | tschechische Widerstandskämpferin                                                                                                   | 38    |       |
| 26. August | Hans Kurt Eisner                        | deutscher Fotograf, Werbegestalter und Filmschaffender                                                                              | 38    |       |
| 26. August | Hans Hartmann                           | deutscher Politiker (DDP), MdL | 79    |       |
| 26. August | Joseph Ferdinand von Österreich-Toskana | österreichischer Erzherzog, Generaloberst                                                                                           | 70    |       |
| 26. August | Emil Löbl                               | österreichischer Schriftsteller und Journalist                                                                                      | 79    |       |
| 26. August | Erwin Mack                              | deutscher Offizier, Generalmajor im Zweiten Weltkrieg                                                                               | 49    |       |
| 26. August | Guido Oppenheim                         | luxemburgischer Maler | 80    |       |
| 26. August | Sergei Iwanowitsch Simin                | russischer Violinist und Dirigent                                                                                                   | 67    |       |
| 26. August | Johann Nepomuk Smolik                   | deutscher römisch-katholischer Geistlicher und Märtyrer                                                                             | 63    |       |
| 26. August | Werner Sylten                           | evangelischer Theologe jüdischer Abstammung, Erzieher und Gegner des Nationalsozialismus                                            | 49    |       |
| 27. August | Essad Bey                               | jüdischer Schriftsteller | 36    |       |
| 27. August | Christian Bruhn                         | deutscher Kieferchirurg und Hochschullehrer                                                                                         | 74    |       |
| 27. August | Friedrich-Wilhelm von Chappuis          | deutscher General der Infanterie im Zweiten Weltkrieg                                                                               | 55    |       |
| 27. August | Josef Eberz                             | deutscher Maler und Grafiker | 62    |       |
| 27. August | George Holley                           | englischer Fußballspieler und -trainer                                                                                              | 56    |       |
| 27. August | Alfred Maul                             | deutscher Ingenieur, Pionier der Luftaufklärung                                                                                     | 71    |       |
| 27. August | Walter Steinbeck                        | deutscher Schauspieler | 63    |       |
| 28. August | Ernst Alexander                         | deutscher Fußballspieler | 28    |       |
| 28. August | Clara Arnheim                           | deutsche Malerin | 77    |       |
| 28. August | Fabio Fiallo                            | dominikanischer Schriftsteller, Journalist, Diplomat und Politiker                                                                  | 76    |       |
| 28. August | Theodor Fuchs                           | deutscher Marineoffizier, zuletzt Konteradmiral im Ersten Weltkrieg                                                                 | 74    |       |
| 28. August | Andreas Hoevel                          | deutscher Widerstandskämpfer gegen den Nationalsozialismus                                                                          | 42    |       |
| 28. August | Anneliese Hoevel                        | deutsche Kommunistin | 43    |       |
| 28. August | Arthur Nicolaier                        | deutscher Internist | 80    |       |
| 28. August | Belisario Porras Barahona               | Journalist, Politiker und mehrfacher Staatspräsident von Panama                                                                     | 85    |       |
| 28. August | Martin Sasse                            | deutscher Landesbischof | 52    |       |
| 28. August | Sava Šumanović                          | jugoslawischer Maler | 46    |       |
| 29. August | Georg von Eisenhart-Rothe               | deutscher Politiker | 93    |       |
| 29. August | John Gottowt                            | österreichischer Schauspieler und Regisseur für Theater und Stummfilm                                                               | 61    |       |
| 29. August | Alberto Jonas                           | deutscher Schuldirektor | 53    |       |
| 29. August | Bruce Kingsbury                         | australischer Soldat | 24    |       |
| 29. August | Danail Nikolaew                         | bulgarischer Offizier | 89    |       |
| 29. August | Frank Scholten                          | niederländischer Fotograf | 60    |       |
| 29. August | Franz Schüßler                          | österreichischer Eishockeyspieler                                                                                                   | 31    |       |
| 29. August | Alfred Wallis                           | britischer Maler | 87    |       |
| 30. August | Ludwig Brügel                           | österreichischer Journalist und Historiker der österreichischen Arbeiterbewegung                                                    | 76    |       |
| 30. August | Ernst Brunk                             | deutscher Industrieller und Politiker (DNVP), MdR, MdL                                                                              | 59    |       |
| 30. August | Jules Caffot                            | französischer Organist und Komponist                                                                                                | 76    |       |
| 30. August | Ludwig Dörnke                           | deutscher Buchdrucker und Politiker (SPD), MdL                                                                                      | 77    |       |
| 30. August | Martin Kirschner                        | deutscher Chirurg und Hochschullehrer                                                                                               | 62    |       |
| 30. August | Carl Rudolf Bernadotte Nordenstam       | schwedisch-norwegischer Zauberkünstler                                                                                              | 79    |       |
| 30. August | Heinrich Schniers                       | katholischer Geistlicher und Opfer des Nationalsozialismus                                                                          | 62    |       |
| 30. August | Felix Stern                             | deutscher Neurologe | 58    |       |
| 30. August | Miguel White                            | philippinischer Leichtathlet | 32    |       |
| 31. August | Georg von Bismarck                      | deutscher Offizier und Generalleutnant                                                                                              | 51    |       |
| 31. August | Hans von Eisenhart-Rothe                | deutscher Verwaltungsjurist, Oberpräsident der Provinz Posen                                                                        | 79    |       |
| 31. August | Hedwig Fechheimer                       | deutsche Kunsthistorikerin und Ägyptologin                                                                                          | 71    |       |
| 31. August | Georges Lakhovsky                       | russischer Erfinder | 71    |       |
| 31. August | Alfred Manigk                           | deutscher Zivilrechtler und Hochschullehrer                                                                                         | 68    |       |
| 31. August | James McAndrews                         | US-amerikanischer Politiker | 79    |       |
| 31. August | Grete Schmahl-Wolf                      | österreichische Journalistin und Schriftstellerin                                                                                   | 59    |       |
| 31. August | Martin Simon                            | deutscher Schriftsteller | 33    |       |
| 31. August | Wilhelm Waldkirch                       | deutscher Verleger | 71    |       |
| 31. August | Georg Zülch                             | deutscher Jurist und Politiker (DNVP), MdR                                                                                          | 72    |       |
|            | Maurycy Allerhand                       | polnischer Hochschullehrer für Rechtswissenschaften, Opfer des Holocaust                                                            | 74    |       |
|            | Marie Luise Hensel                      | deutsche Widerstandskämpferin |       |       |
|            | Ruth Poritzky                           | deutsche Opernsängerin (Sopran), Komponistin, Harfenistin und Organistin                                                            |       |       |
|            | Simon Pullman                           | polnischer Geiger und Dirigent | 52    |       |
|            | Debora Vogel                            | polnische Philosophin und Dichterin                                                                                                 | 42    |       |

## September
| Tag           | Name                                     | Beruf, bekannt als                                                                                                  | Alter | Beleg |
| ------------- | ---------------------------------------- | --- | ----- | ----- |
| 1. September  | Alfred Gottschalk                        | deutscher Armenarzt und sozialdemokratischer Politiker                                                              | 79    |       |
| 1. September  | James Juvenal                            | US-amerikanischer Ruderer                                                                                           | 68    |       |
| 1. September  | Ludwig Pfältzer                          | deutscher Kriegsdienstverweigerer und NS-Opfer                                                                      | 31    |       |
| 1. September  | Alphonse Maier von Rothschild            | österreichischer Bankier                                                                                            | 64    |       |
| 1. September  | Karl Röttger                             | deutscher Schriftsteller                                                                                            | 64    |       |
| 1. September  | Aloys Scholze                            | katholischer Priester und Gegner des Nationalsozialismus                                                            | 49    |       |
| 2. September  | Bert Corbeau                             | kanadischer Eishockeyspieler und -trainer                                                                           | 48    |       |
| 2. September  | Westmoreland Davis                       | US-amerikanischer Politiker                                                                                         | 83    |       |
| 2. September  | Maximilian Fuchs                         | deutscher Philologe                                                                                                 | 79    |       |
| 2. September  | Arons Galanterniks                       | lettischer Fußballspieler                                                                                           | 21    |       |
| 2. September  | Bento António Gonçalves                  | portugiesischer Politiker und Generalsekretär des Partido Comunista Português                                       | 40    |       |
| 2. September  | Ernst Gottschalk                         | deutscher Bildhauer des Expressionismus                                                                             | 64    |       |
| 2. September  | Maria Leo                                | deutsche Pianistin und Musikpädagogin                                                                               | 68    |       |
| 2. September  | Wilhelm Letonja                          | deutscher Kriegsdienstverweigerer im Zweiten Weltkrieg                                                              | 27    |       |
| 2. September  | Frank Martin                             | US-amerikanischer Baseballspieler                                                                                   | 64    |       |
| 2. September  | Eric Ravilious                           | britischer Maler, Designer, Buchillustrator und Xylograph                                                           | 39    |       |
| 2. September  | Max Samuel                               | deutscher Unternehmer und Gemeindevorsitzender der Jüdischen Gemeinde in Rostock                                    | 59    |       |
| 2. September  | Zdeněk Tvrz                              | tschechoslowakischer General und Widerstandskämpfer                                                                 | 39    |       |
| 3. September  | Max Bodenstein                           | deutscher Physikochemiker, Entdecker des Bodensteinschen Quasistationaritätsprinzips                                | 71    |       |
| 3. September  | Ernst Hugo Correll                       | deutscher Filmproduzent                                                                                             | 60    |       |
| 3. September  | Hans-Albrecht Herzner                    | deutscher Philologe und Abwehroffizier                                                                              | 35    |       |
| 3. September  | Georg Hornstein                          | deutscher Kämpfer im Spanischen Bürgerkrieg und Opfer des Nationalsozialismus                                       | 41    |       |
| 3. September  | Moritz Mayer                             | deutscher Justizrat und Rechtsanwalt                                                                                | 78    |       |
| 3. September  | Willard Nash                             | US-amerikanischer Maler und Grafiker                                                                                | 44    |       |
| 3. September  | Nikolai Iwanowitsch Suikow               | sowjetischer Konteradmiral                                                                                          | 41    |       |
| 3. September  | Ernest Toussaint                         | luxemburgischer Boxer                                                                                               | 34    |       |
| 4. September  | Franz Kalser von Maasfeld                | österreichisch-ungarischer General der Infanterie                                                                   | 82    |       |
| 4. September  | Franz Korwan                             | deutscher Landschaftsmaler und Kommunalpolitiker auf Sylt                                                           | 76    |       |
| 4. September  | Georg Mattes                             | deutscher Bildhauer                                                                                                 | 67    |       |
| 4. September  | Zsigmond Móricz                          | ungarischer Schriftsteller                                                                                          | 63    |       |
| 4. September  | Gorazd von Prag                          | tschechischer orthodoxer Bischof                                                                                    | 63    |       |
| 4. September  | Fritz Schwarz-Waldegg                    | österreichischer Maler                                                                                              | 53    |       |
| 5. September  | Paul Brodek                              | deutscher Politiker (SPD)                                                                                           | 57    |       |
| 5. September  | Hubert Grimme                            | deutscher Semitist                                                                                                  | 78    |       |
| 5. September  | Ladislav Jandásek                        | tschechoslowakischer Lehrer, Widerstandskämpfer gegen das NS-Regime                                                 | 54    |       |
| 5. September  | Edmund Kelter                            | deutscher Pädagoge und Historiker                                                                                   | 75    |       |
| 6. September  | Albert Buck                              | deutscher Generalmajor im Zweiten Weltkrieg                                                                         | 47    |       |
| 6. September  | André de Lorde                           | französischer Dramatiker                                                                                            | 73    |       |
| 6. September  | Elmer E. Studley                         | US-amerikanischer Politiker                                                                                         | 72    |       |
| 7. September  | Bernard H. Hyman                         | US-amerikanischer Filmproduzent                                                                                     | 47    |       |
| 7. September  | Viktoria Modl                            | Regisseurin | 70    |       |
| 7. September  | Julius Olsson                            | schwedisch-britischer Marinemaler                                                                                   | 78    |       |
| 7. September  | Hans-Arnold Stahlschmidt                 | deutscher Oberleutnant und Jagdflieger                                                                              | 21    |       |
| 7. September  | Rudolf Wolf                              | deutscher Typograph und Lehrer                                                                                      | 47    |       |
| 8. September  | Günther Dammann                          | deutscher jüdischer Zauberkünstler und Fachbuchautor                                                                | 32    |       |
| 8. September  | Alexei Michailowitsch Gan                | russischer Grafiker und Kunsttheoretiker                                                                            |       |       |
| 8. September  | Lilli Henoch                             | deutsche Leichtathletin                                                                                             | 42    |       |
| 8. September  | Josef Kratina                            | deutscher Violinist und Kammermusiker tschechischer Herkunft                                                        | 80    |       |
| 8. September  | Valentin Loos                            | tschechoslowakischer Eishockeyspieler                                                                               | 47    |       |
| 8. September  | Anna von Münchhausen                     | deutsche Adlige und Salondame                                                                                       | 88    |       |
| 8. September  | Rıza Nur                                 | türkischer Politiker, Schriftsteller und Mediziner                                                                  | 63    |       |
| 8. September  | Charlotte Schneider                      | Opfer des Holocaust                                                                                                 | 66    |       |
| 9. September  | Kurt Benson                              | deutscher SS-Oberführer                                                                                             | 39    |       |
| 9. September  | J. Edwin Brainard                        | US-amerikanischer Politiker                                                                                         | 83    |       |
| 9. September  | Hermann von Burkhardt                    | bayerischer Offizier, zuletzt General der Artillerie                                                                | 81    |       |
| 9. September  | Alfred Grünewald                         | österreichischer Schriftsteller                                                                                     | 58    |       |
| 9. September  | Alfred Gudeman                           | US-amerikanisch-deutscher klassischer Philologe                                                                     | 80    |       |
| 9. September  | Adele Kurzweil                           | österreichisches Holocaustopfer                                                                                     | 17    |       |
| 9. September  | Bruno Kurzweil                           | österreichischer Rechtsanwalt                                                                                       | 51    |       |
| 9. September  | Gisela Kurzweil                          | österreichisches Holocaustopfer                                                                                     | 42    |       |
| 9. September  | Theodor Pintner                          | österreichischer Zoologe                                                                                            | 85    |       |
| 9. September  | Jacob Frederick Schoellkopf, Jr.         | US-amerikanischer Chemiker und Unternehmer                                                                          | 84    |       |
| 9. September  | Hansi Thaler                             | österreichisches Opfer des Holocaust                                                                                | 5     |       |
| 10. September | Oluf Krag                                | dänischer Politiker, Mitglied des Folketing, Minister                                                               | 71    |       |
| 10. September | Franz Künstler                           | deutscher Politiker (SPD, USPD), MdR                                                                                | 54    |       |
| 10. September | Ella Lemberger                           | österreichisches NS-Opfer                                                                                           | 51    |       |
| 10. September | Hiram Lloyd                              | US-amerikanischer Politiker                                                                                         | 67    |       |
| 10. September | Arnošt Vykoukal                          | tschechischer Benediktiner, Abt des Emausklosters in der Prager Neustadt                                            | 63    |       |
| 11. September | Hans Adam                                | deutscher Arbeiter und Widerständler gegen den Nationalsozialismus                                                  | 48    |       |
| 11. September | Max Biala                                | deutscher SS-Unterscharführer im Vernichtungslager Treblinka                                                        | 37    |       |
| 11. September | Adriano Cappelli                         | italienischer Archivar und Paläograph (Staatsarchiv Parma)                                                          | 83    |       |
| 11. September | Georg Ilberg                             | deutscher Psychiater                                                                                                | 80    |       |
| 11. September | Carl Minster                             | deutscher sozialistisch-kommunistischer Publizist                                                                   | 69    |       |
| 11. September | Aleksander Słuczanowski                  | polnischer Eishockeyspieler                                                                                         | 41    |       |
| 11. September | Else Weil                                | deutsche Ärztin und Ehefrau von Kurt Tucholsky                                                                      | 53    |       |
| 12. September | Torsten Evert Karsten                    | germanistischer und skandinavistischer Mediävist und Linguist                                                       | 72    |       |
| 12. September | Charlotte Polak-Rosenberg                | niederländische Feministin und Sozialaktivistin                                                                     | 53    |       |
| 12. September | Hubert Sittart                           | deutscher Lehrer und Politiker (Zentrum), MdR                                                                       | 82    |       |
| 12. September | Marion Wallace Dunlop                    | schottisch-britische Künstlerin und Suffragette                                                                     | 77    |       |
| 13. September | Johann Baptist Huber                     | deutscher katholischer Geistlicher und Widerstandskämpfer                                                           | 50    |       |
| 13. September | Jack Parkinson                           | englischer Fußballspieler                                                                                           | 58    |       |
| 13. September | Leonhard Plonner                         | deutscher Bürgermeister                                                                                             | 75    |       |
| 13. September | Gertrud Prellwitz                        | deutsche Lehrerin und Schriftstellerin                                                                              | 73    |       |
| 13. September | Martin Tietze                            | deutscher Rennrodler                                                                                                | 33    |       |
| 13. September | Johann Nikolaus Türk                     | deutscher Maler |       |       |
| 13. September | Adolf Unger                              | österreichischer Schriftsteller                                                                                     | 38    |       |
| 14. September | Michel Herman van Campen                 | niederländischer Schriftsteller und Literaturkritiker                                                               | 68    |       |
| 14. September | Albert W. Jefferis                       | US-amerikanischer Politiker                                                                                         | 73    |       |
| 14. September | Joakim Puhk                              | estnischer Unternehmer und Sportfunktionär                                                                          | 54    |       |
| 14. September | Elfriede Schaumann                       | deutsche antifaschistische Widerstandskämpferin                                                                     |       |       |
| 14. September | Fritz Straßni                            | österreichischer Schauspieler                                                                                       | 73    |       |
| 15. September | Gustav Görsmann                          | deutscher katholischer Geistlicher                                                                                  | 68    |       |
| 15. September | Georg Lechleiter                         | badischer Landtagsabgeordneter und Widerstandskämpfer                                                               | 57    |       |
| 15. September | Rudolf Maus                              | deutscher Widerstandskämpfer                                                                                        | 40    |       |
| 15. September | Johann Baptist Schauer                   | deutscher Geistlicher, römisch-katholischer Weihbischof in München und Freising                                     | 70    |       |
| 15. September | Walter Schubart                          | deutscher Jurist und Kulturphilosoph                                                                                | 45    |       |
| 15. September | Alfred Seitz                             | deutscher Widerstandskämpfer (Lechleiter-Gruppe)                                                                    | 39    |       |
| 15. September | Julius Spier                             | deutscher Psychoanalytiker und Begründer der Psycho-Chirologie                                                      | 55    |       |
| 15. September | Esther Srul                              | Opfer des Holocausts                                                                                                |       |       |
| 15. September | Kurt Teege                               | deutscher Journalist                                                                                                |       |       |
| 15. September | Gabriel Terra                            | uruguayischer Politiker und Präsident                                                                               | 69    |       |
| 16. September | Charles Hervé Alphand                    | französischer Diplomat                                                                                              | 63    |       |
| 16. September | Carlo Bigatto                            | italienischer Fußballspieler und -trainer                                                                           | 47    |       |
| 16. September | Julius Buchholz                          | jüdischer Lederwarenhändler und Opfer des Holocaust                                                                 | 59    |       |
| 16. September | Engelbert Drerup                         | deutscher Klassischer Philologe                                                                                     | 71    |       |
| 16. September | Max Fenichel                             | österreichischer Fotograf                                                                                           | 57    |       |
| 16. September | Maria Osten                              | deutsche Schriftstellerin                                                                                           | 34    |       |
| 16. September | Julie Salinger                           | deutsche Politikerin                                                                                                | 79    |       |
| 17. September | Cecilia Beaux                            | US-amerikanische Malerin                                                                                            | 87    |       |
| 17. September | Karl Bornstein                           | deutscher Mediziner                                                                                                 | 78    |       |
| 17. September | Anton Breitinger                         | deutscher Widerstandskämpfer gegen den Nationalsozialismus                                                          | 44    |       |
| 17. September | Alois Burgstaller                        | österreichischer Bauer, Gastwirt und Politiker (CS), Abgeordneter zum Nationalrat                                   | 68    |       |
| 17. September | Hugo Eckensberger                        | deutscher Verleger                                                                                                  | 77    |       |
| 17. September | Otto Häuslein                            | deutscher Installateur und ein Opfer der NS-Kriegsjustiz                                                            | 31    |       |
| 17. September | Julius Hausmann                          | US-amerikanischer Chemiker                                                                                          | 74    |       |
| 17. September | Henri Hinrichsen                         | deutscher Verleger                                                                                                  | 74    |       |
| 17. September | Adam Leis                                | Kommunist und Widerstandskämpfer gegen das NS-Regime                                                                | 50    |       |
| 17. September | Julius Nees                              | deutscher Widerstandskämpfer in der NS-Zeit (Leis-Breitinger-Gruppe)                                                | 43    |       |
| 17. September | Albert Schöndorff                        | deutscher Unternehmer und Kommunalpolitiker in Düsseldorf                                                           | 71    |       |
| 17. September | Abraham Icek Tuschinski                  | niederländischer Kinounternehmer                                                                                    | 56    |       |
| 18. September | Nikolai Pawlowitsch Bauer                | Numismatiker und Hochschullehrer                                                                                    | 53    |       |
| 18. September | Leonore Brecher                          | österreichische Zoologin                                                                                            | 55    |       |
| 18. September | Karl Christian zur Lippe-Weißenfeld      | deutscher Gutsbesitzer und Landrat                                                                                  | 52    |       |
| 18. September | Wilhelm Mauer                            | deutscher Verwaltungsbeamter und Syndikus                                                                           | 78    |       |
| 18. September | Vinzenz Muchitsch                        | österreichischer Politiker, Abgeordneter zum Nationalrat, Landtagsabgeordneter                                      | 69    |       |
| 18. September | Adolph Wiesner                           | tschechischer Maler                                                                                                 | 71    |       |
| 19. September | Hugo Emanuel Becher                      | deutscher Bildhauer                                                                                                 | 71    |       |
| 19. September | Herbert von Jarrosch                     | deutscher Schauspieler, Regisseur und Intendant                                                                     | 42    |       |
| 19. September | Condé Montrose Nast                      | US-amerikanischer Journalist und Verleger                                                                           | 69    |       |
| 19. September | Adolf Josifowitsch Rabinowitsch          | ukrainisch-russischer Chemiker, Physikochemiker, Kolloidchemiker und Hochschullehrer                                | 49    |       |
| 19. September | Paul Ssymank                             | deutscher Gymnasiallehrer und Studentenhistoriker                                                                   | 68    |       |
| 20. September | Elkan Bauer                              | österreichischer Komponist und Liedermacher                                                                         | 90    |       |
| 20. September | Deborah Lifchitz                         | russische bzw. französische Linguistin                                                                              | 35    |       |
| 20. September | Walther von Lüttwitz                     | deutscher General der Infanterie, am Kapp-Putsch beteiligt                                                          | 83    |       |
| 20. September | Friedrich Müller                         | evangelischer Theologe und Mitglied der Bekennenden Kirche                                                          | 53    |       |
| 20. September | Wilhelm Oberhaus                         | deutscher römisch-katholischer Priester, NS-Opfer                                                                   | 40    |       |
| 20. September | Johannes Sieveking                       | deutscher Klassischer Archäologe                                                                                    | 73    |       |
| 20. September | Louis Taufstein                          | österreichischer Schriftsteller, Librettist, Textautor und Komponist                                                | 72    |       |
| 20. September | Kārlis Ulmanis                           | lettischer Politiker                                                                                                | 65    |       |
| 20. September | Johan Vising                             | schwedischer Romanist und Hochschulrektor                                                                           | 87    |       |
| 20. September | Ernst Wittmaack                          | deutscher Politiker (SPD), MdL                                                                                      | 64    |       |
| 21. September | Georges Maspero                          | französischer Sinologe und Kolonialverwalter in Französisch-Indochina                                               | 70    |       |
| 21. September | Albrecht Morath                          | deutscher Staatsbeamter und Politiker (DVP), MdR                                                                    | 62    |       |
| 21. September | Karl Oberle                              | deutscher katholischer Geistlicher, Dekan des Dekanates Alzey, Heimatforscher                                       | 67    |       |
| 22. September | Isaak Bacharach                          | deutscher Mathematiker und Opfer des Holocaust                                                                      | 87    |       |
| 22. September | Nikolaos Balanos                         | griechischer Architekt und Bauforscher                                                                              |       |       |
| 22. September | Joseph B. Gill                           | US-amerikanischer Politiker                                                                                         | 80    |       |
| 22. September | George Gerald Henderson                  | englischer organischer Chemiker und Hochschullehrer                                                                 | 80    |       |
| 22. September | Leo Nachtlicht                           | deutscher Architekt                                                                                                 | 70    |       |
| 22. September | Włodzimierz Szembek                      | polnischer Salesianer Don Boscos und Opfer des Nationalsozialismus                                                  | 59    |       |
| 23. September | Alfredo Carricaberry                     | argentinischer Fußballspieler                                                                                       | 41    |       |
| 23. September | Margarete Hilferding                     | österreichische Ärztin und Individualpsychologin                                                                    | 71    |       |
| 23. September | Paul Kayser                              | deutscher Maler | 73    |       |
| 23. September | Franz Krautzberger                       | deutscher Politiker (NSDAP), MdR                                                                                    | 29    |       |
| 23. September | Rosa Silberer                            | österreichische Bildhauerin und Journalistin                                                                        | 69    |       |
| 23. September | Wilhelm Wandschneider                    | deutscher Bildhauer                                                                                                 | 76    |       |
| 24. September | Bruno Ablaß                              | deutscher Politiker (DDP), MdR                                                                                      | 76    |       |
| 24. September | Janne Gustafsson                         | schwedischer Sportschütze                                                                                           | 59    |       |
| 24. September | Ludwig Michalek                          | österreichischer Maler, Grafiker und Kupferstecher                                                                  | 83    |       |
| 24. September | Julius Moses                             | deutscher Politiker (SPD), MdR                                                                                      | 74    |       |
| 24. September | Christoph Wieprecht                      | deutscher Schriftsteller                                                                                            | 66    |       |
| 25. September | John Dillard Bellamy                     | US-amerikanischer Politiker                                                                                         | 88    |       |
| 25. September | Wilhelm Claudius                         | deutscher Maler, Zeichner und Illustrator                                                                           | 88    |       |
| 25. September | John K. Griffith                         | US-amerikanischer Politiker                                                                                         | 59    |       |
| 25. September | Josef Jöhle                              | deutscher Architekt, Unternehmer und Bürgermeister von Radolfzell am Bodensee                                       | 53    |       |
| 25. September | Andrievs Niedra                          | lettisch-deutscher Schriftsteller, lutherischer Pastor, Ministerpräsident                                           | 71    |       |
| 25. September | August Pieper                            | deutscher Theologe und Politiker (Zentrum), MdR                                                                     | 76    |       |
| 25. September | Hans Karl von Stein zu Nord- und Ostheim | Staatssekretär des Deutschen Reiches                                                                                | 75    |       |
| 26. September | Attie Dyserinck                          | niederländische Malerin, Lehrerin und Komponistin                                                                   | 66    |       |
| 26. September | Sally Jacobsohn                          | deutscher Jurist | 65    |       |
| 26. September | Oskar Kraus                              | tschechischer Philosoph                                                                                             | 70    |       |
| 26. September | Salomon Marx                             | Kaufmann und Möbelhändler aus Augsburg                                                                              | 69    |       |
| 26. September | Max Rüdenberg                            | deutscher Bettfedern-Fabrikant, Kommunalpolitiker, Kunstsammler und Opfer des Holocaust                             | 79    |       |
| 26. September | Karl Süpfle                              | deutscher Hygieniker                                                                                                | 61    |       |
| 27. September | Herbert Birtner                          | deutscher Musikwissenschaftler                                                                                      | 42    |       |
| 27. September | Irena Bobowska                           | polnische Dichterin, Künstlerin und Widerstandskämpferin                                                            | 22    |       |
| 27. September | Thomas Benjamin Davis                    | britischer Geschäftsmann, Regattasegler und Philanthrop                                                             | 75    |       |
| 27. September | Hugo Klein                               | deutscher Rabbiner                                                                                                  | 52    |       |
| 27. September | Douglas Albert Munro                     | US-amerikanischer Soldat                                                                                            | 22    |       |
| 27. September | Julius Pohl                              | deutscher Pharmakologe und Biochemiker                                                                              | 80    |       |
| 27. September | Gottfried de Purucker                    | US-amerikanischer Journalist und Theosoph                                                                           | 68    |       |
| 27. September | Oswin Puttrich-Reignard                  | deutscher Archäologe                                                                                                | 36    |       |
| 27. September | Samuel B. Roberts                        | US-amerikanischer Steuermann der US-Marine                                                                          | 21    |       |
| 27. September | Max Weyl                                 | deutscher Rabbiner                                                                                                  | 69    |       |
| 28. September | Georg Freiherr von Eppstein              | deutscher Schriftsteller und Hofbeamter                                                                             | 68    |       |
| 28. September | Otto Hasse                               | deutscher General der Infanterie, 1922/25 Chef des Truppenamtes                                                     | 71    |       |
| 28. September | Meier Spanier                            | deutscher Pädagoge und Germanist                                                                                    | 77    |       |
| 28. September | Hans Tintner                             | österreichischer Schauspieler, Filmregisseur, Filmproduzent und Filmverleiher                                       | 47    |       |
| 28. September | Wilhelm Traube                           | deutscher Chemiker                                                                                                  | 76    |       |
| 28. September | Hermann Vogelstein                       | deutscher Rabbiner                                                                                                  | 72    |       |
| 29. September | Ida Dehmel                               | deutsche Lyrikerin und Frauenrechtlerin                                                                             | 72    |       |
| 29. September | Richard Kauffungen                       | österreichischer Bildhauer des Historismus                                                                          | 88    |       |
| 29. September | Sophia Poznanska                         | jüdische Widerstandskämpferin                                                                                       |       |       |
| 29. September | Max Wentscher                            | deutscher Philosoph                                                                                                 | 80    |       |
| 29. September | Michail Lwowitsch Winawer                | russischer Ingenieur, Politiker und Menschenrechtler                                                                |       |       |
| 30. September | Jacques-Émile Blanche                    | französischer Maler                                                                                                 | 81    |       |
| 30. September | Alice Dorell                             | deutsche Schauspielerin und Kabarettistin                                                                           | 35    |       |
| 30. September | Max Elsas                                | deutscher Industrieller jüdischer Abstammung sowie Stadtrat und stellvertretender Oberbürgermeister von Ludwigsburg | 84    |       |
| 30. September | Franz Landé                              | deutscher Musiker                                                                                                   | 49    |       |
| 30. September | Hans-Joachim Marseille                   | deutscher Jagdflieger im Zweiten Weltkrieg                                                                          | 22    |       |
| 30. September | Hans Menkel                              | deutscher Tapezierer und Opfer der Judenverfolgung                                                                  | 34    |       |
| 30. September | Ludwig Merzbacher                        | deutscher Psychiater                                                                                                | 67    |       |
| 30. September | Wolfgang Rosenbaum                       | deutscher Laienbruder im Franziskanerorden                                                                          | 27    |       |
| 30. September | Martin Spanjaard                         | niederländischer Dirigent und Komponist                                                                             | 50    |       |
| 30. September | Ferdinand Strasser                       | österreichischer Widerstandskämpfer, Politiker (SDAPDÖ, KPÖ) und NS-Opfer                                           | 41    |       |
|               | Ernst Arndt                              | deutscher Schauspieler                                                                                              | 81    |       |
|               | Alfred Benjamin                          | deutscher Kommunist und Widerstandskämpfer in der Résistance                                                        | 31    |       |
|               | Kurt Grelling                            | deutscher Mathematiker, Logiker und Philosoph                                                                       | 56    |       |
|               | Julius Gumpel                            | deutscher Wirtschaftsführer, Kommerzienrat, Bankier und Unternehmer in der Kaliindustrie                            | 76    |       |
|               | Heinz Letton                             | deutscher Unterhaltungsmusiker, Komponist und Filmkomponist                                                         | 54    |       |
|               | Richard Merländer                        | deutscher Unternehmer                                                                                               | 67    |       |
|               | Ernst Mühlrad                            | österreichischer Kameramann                                                                                         | 38    |       |
|               | Georg Schlesinger                        | deutscher Kaufmann                                                                                                  | 72    |       |
|               | Hilde Spier                              | deutsche Philologin und Journalistin                                                                                | 41    |       |
|               | Kurt Sternberg                           | deutscher Philosoph und Autor                                                                                       | 57    |       |